# Boumerdès
Boumerdès o Bou Merdas (àrab: بومرداس, Bū-Mirdās) és una ciutat de Tunísia situada a la governació de Mahdia, 23 km a l'oest de la ciutat de Mahdia i 14 km al nord d'El Djem, amb una població estimada que supera els deu mil habitants. És capçalera d'una delegació, amb 28.570 habitants.

## Economia
La seva activitat principal és l'agricultura, amb cultiu d'oliveres. Molts habitants han marxat a la costa per treballar en el turisme.

## Administració
És el centre de la delegació o mutamadiyya homònima, amb codi geogràfic 33 52 (ISO 3166-2:TN-12), dividida en nou sectors o imades:
- Bou Merdes (33 52 51)
- El Houes (33 52 52)
- Kerker (33 52 53)
- Zerata (33 52 54)
- Er-Rouadhi (33 52 55)
- Ech-Chouariaa (33 52 56)
- Bouhlale El Ali Sud (33 52 57)
- Bouhlale El Ali Nord (33 52 58)
- Menzel Hamza (33 52 59)

Al mateix temps, forma una municipalitat o baladiyya (codi geogràfic 33 13).